# Setepenre
Setepenre var en prinsessa under Egyptens artonde dynasti.  Hon var den sjätte av sex döttrar till farao Akhenaten och drottning Nefertiti. 
Hon är känd från flera avbildningar i Amarna. Hon tycks ha avlidit i Amarna före sex års ålder.